# 단양 천동동굴
단양 천동동굴(丹陽 泉洞洞窟)은 충청북도 단양군 단양읍의 고생대 조선 누층군 풍촌 석회암층에 발달한 석회암 동굴이며 단양국가지질공원의 지질유산이다. 1976년 12월 지역 주민들에 의해 발견되어 1977년 12월 6일 충청북도의 기념물 제19호로 지정되었다.

## 개요
단양 천동동굴은 어두운 회색을 띤 석회암으로 이루어진 동굴로 총 길이는 200m이다. 고생대에 조선 누층군 풍촌 석회암층이 형성된 후 오랜 세월 석회암이 지하수의 용식 작용을 받아 형성된 것이다.
동굴은 입구가 좁아 기어 들어가야 하며, 반달모양의 공간 안에는 고드름처럼 생긴 종유석과 동굴 바닥에서 돌출되어 올라온 석순, 그리고 종유석과 석순이 만나 기둥을 이룬 석주가 펼쳐져 있다. 세로로 땅속 깊이 뻗은 굴이 하나 있는데 이곳은 석순이 많다. 또한 맑은 지하수가 고여 있는 3개의 물 웅덩이 안에는 둥근 포도알처럼 생긴 포도상구상체가 있으며, 꽃쟁반이라 불리는 석회암으로 된 바위는 세계적으로 희귀한 생성물이다.
동굴 천장을 가득 메우고 있는 돌고드름과, 넓게 퍼져있는 돌주름, 그리고 가늘은 종유석들이 매우 정교하고 섬세하다.
1991년 한국동굴학회에서 천동동굴의 환경을 조사하였고, 일부 훼손이 있으나 대체로 양호하다고 보았다.

### 온도
동굴 내의 기온은 13~14 °C 정도로 일정하다. 습도는 전 지역이 80~90% 정도이다.

### 동굴내 지하수
천동동굴은 지하수 대수층의 공동 확대로 형성된 동굴로 동굴 내 석회질의 물은 수온이 13~14 °C 정도이며 CaCO3(탄산 칼슘)이 80~145ppm, HCO3이 118~146ppm, 마그네슘이 0.6~1.0ppm 포함되어 있다.

## 지질
천동동굴은 지질학적으로 약 4~5억 년 전 형성된 고생대의 퇴적암층 조선 누층군 태백층군의 석회암 지층 풍촌 석회암층에 발달하고 있다. 이 지층은 단양군 지역에서 회색의 석회암과 돌로마이트 등으로 구성된다.

## 참고 자료
- 단양 천동동굴 - 국가유산청 국가유산포털